# Jonit
Jonit – substancja służąca do przeprowadzania selektywnego procesu wymiany jonowej, stosowana w kolumnach jonitowych i filtrach jonitowych. Przepuszczenie przez warstwę jonitu ciekłej lub gazowej mieszaniny lub roztworu powoduje albo wzbogacenie jej o określony jon albo przeciwnie pozbycie się z niej określonego jonu. 
Jonity to zwykle żele lub substancje porowate, które mają zdolność selektywnego uwalniania jednych jonów i pochłaniania innych. Ich działanie opiera się na fakcie występowania na ich powierzchni określonych chemicznych grup funkcyjnych, które wiążą jony. Są to zwykle grupy mające silne własności kwasowe lub zasadowe, które w kontakcie z rozpuszczalnikiem lub roztworem aktywującym (zwykle silnym kwasem lub zasadą) ulegają dysocjacji elektrolitycznej powodującej naładowanie ich powierzchni. 
Każdy jonit ma określoną pojemność jonową – tj. liczbę moli jonów, które może zaabsorbować w jednostce swojej masy. Po pełnym wykorzystaniu swojej pojemności jonity wymagają regeneracji. Regeneracja jonitów polega na płukaniu złoża roztworem zawierającym jony, które uległy usunięciu z jonitu np. HCl, NaCl, NaOH.

## Rodzaje jonitów

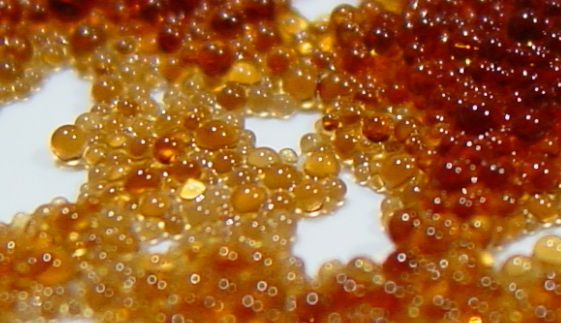
Żywica jonowymienna

Ze względu na pochodzenie jonity dzieli się na:
- nieorganiczne
- organiczne:
  - węgle sulfonowane
  - żywice jonowymienne (jonitowe)

oraz
- syntetyczne
  - porowate żywice syntetyczne otrzymywane z kopolimerów styrenu, formaldehydu i monomerów winylowych zawierających w swojej strukturze pirydynę lub jej pochodne (m.in. amberlit)
  - żel krzemionkowy
  - żele krzemionkowo-aluminoksanowe
- na bazie materiałów naturalnych
  - zeolity,
  - montmorylonity,
  - glaukonity,
  - celulozy
  - węgla aktywnego

Ze względu na rodzaj pochłanianych jonów jonity dzieli się na:
- kationity, które mają na powierzchni grupy o własnościach kwasowych (np. −SO
3H, −PO
3H, −COOH, −SH), które są zdolne do wiązania kationów, np. wymieniacz−SO
3H + Me+
 → wymieniacz−SO
3Me + H+
 (gdzie Me+ to kation metalu)
- anionity, które mają na powierzchni grupy o własnościach zasadowych, np. aminowe, −NH
2, −NRH, −NR
2, dla anionitów słabo zasadowych lub czwartorzędowe reszty amoniowe, −NR+
3, dla anionitów silnie zasadowych; anionity są zdolne do wiązania i wymieniania anionów, jak np. DEAE celuloza w formie wodorowęglanowej:

celuloza−[NEt
2H]+
[HCO
3]−
 + A−
 → celuloza−[NEt
2H]+
[A]−
 + HCO−
3
(proces taki może być wykorzystany do rozdziału chromatograficznego mieszaniny pochodnych kwasowych, np. krótkich oligonukleotydów)
- jonity amfoteryczne – mające zdolność pochłaniania zarówno anionów lub kationów.

Ze względu na agregację na:
- objętościowe: gdzie porowaty lub granularny jonit jest dodawany do bezpośrednio do mieszaniny reakcyjnej lub wypełnia przestrzeń wymieniacza jonowego (najczęściej kolumnowego).
- membranowe: gdzie jonit tworzy półprzepuszczalną błonę
- ciekłe: gdzie jonit jest niesolwatacyjną cieczą, a jego dyspersja zapewnia dużą powierzchnię aktywnego kontaktu.

Jonity oprócz własności jonowymiennych różnią się również własnościami sorpcyjnymi. Stąd też w jonicie oprócz wymiany jonów zachodzi sorpcja. Mówi się wówczas o jonitosorbencie, podkreślając w ten sposób, że mamy tu do czynienia z dwoma efektami.

## Zastosowania

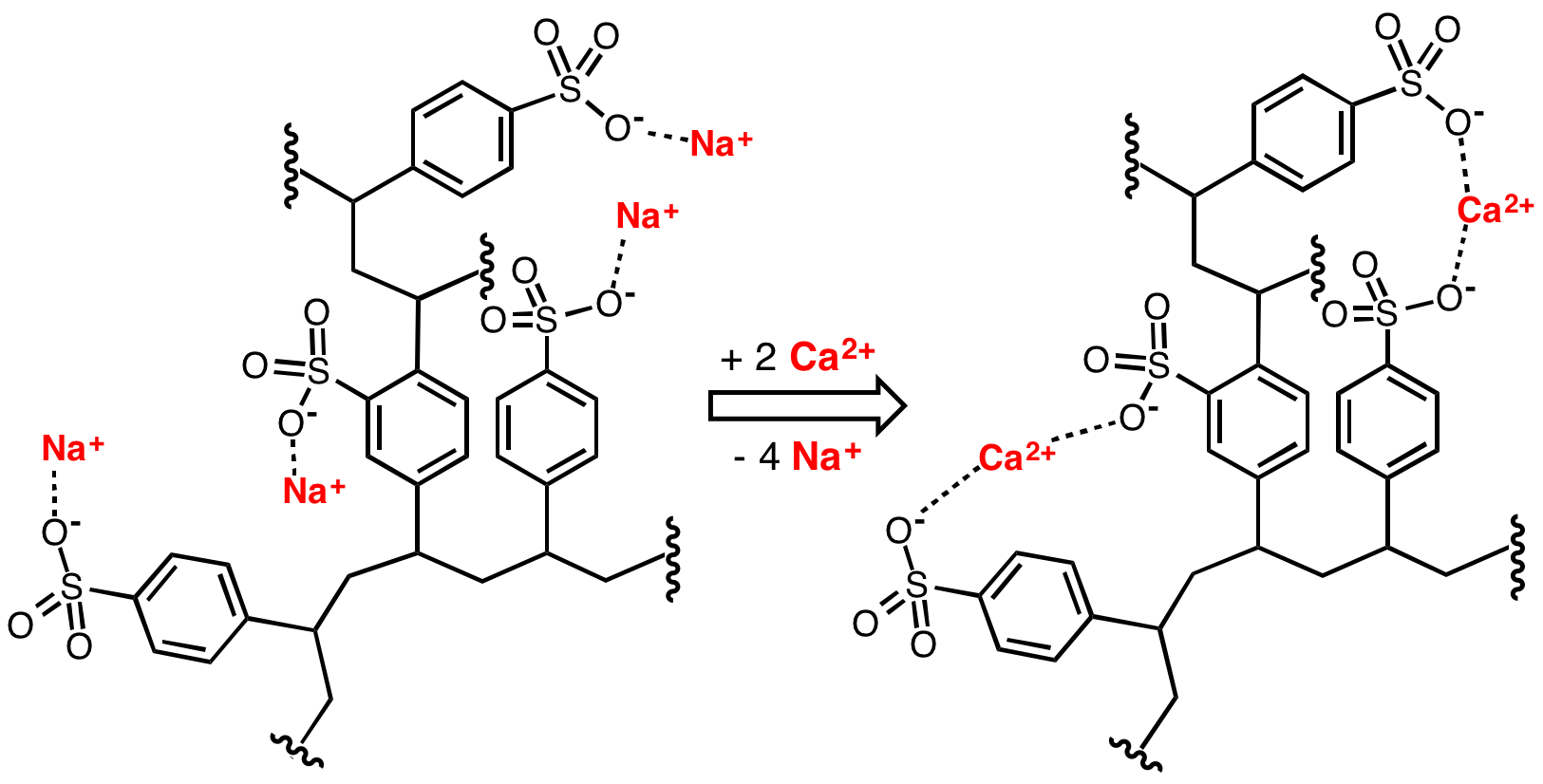
Wymiana jonów wapniowych na sodowe na jonicie. Proces taki zachodzi podczas zmiękczania wody

Jonity są szeroko stosowane w laboratoriach i w przemyśle. 
Na przykład do zmiękczania i demineralizacji wody dla energetyki, wydzielania i rozdzielania jonów cennych metali w metalurgii, wydzielania uranu i pochłaniania pierwiastków promieniotwórczych, katalizowania procesów chemicznych, odbarwiania i oczyszczania soków w cukrownictwie oraz przemyśle spożywczym, wydzielania antybiotyków i rozdzielania aminokwasów w przemyśle farmaceutycznym, stanowią podstawę jednej z chromatograficznych technik analitycznych (chromatografia jonowymienna).
Wymiennik jonitowy jest integralną częścią każdej domowej zmywarki do naczyń, z tego powodu konieczne jest okresowe uzupełnianie w urządzeniu soli regeneracyjnej.